# Reining Transport
Reining Transport is een Europese logistieke dienstverlener die zich richt op volumetransport en warehousing. Het bedrijf heeft vestigingen in meerdere Europese landen en verzorgt zowel transport- als opslagdiensten. Reining beschikt over een wagenpark van ongeveer 350 voertuigen. Deze zijn doorgaans rood van kleur en veelal uitgevoerd in een motorwagen met aanhanger combinatie. Daarnaast beschikken ze over LZV'S (Langere en Zwaardere Vrachtautocombinatie) in verschillende uitvoeringen en trekkers met megatrailers.

## Geschiedenis
- 1925: Fré Reining start een stadsbesteldienst met paard en wagen in Groningen. Onder leiding van zijn zoon Bé Reining en diens vrouw Henriette..
- 1989: Door het ontbreken van opvolging binnen de familie wordt Reining verkocht aan de Wagenborg Groep.
- 2014: Na 25 jaar onder de vlag van Koninklijke Wagenborg te hebben geopereerd, wordt Reining Transport middels een management buy-out weer een zelfstandig bedrijf.
- 2019: Reining neemt het volumetransport over van de Duitse branchegenoot Ibele Logistik in Wilhelmsdorf, waarmee het een derde steunpunt in Duitsland verkrijgt.
- 2021: Opening van een nieuwe locatie in Brüggen Bracht, Duitsland, met ruimte voor 120 voertuigen en uitgebreide voorzieningen voor chauffeurs.

## Diensten
- Volumevervoer: met een eigen wagenpark van volumecombinaties met een capaciteit van 38 europallets of 120 m³.
- Warehousing: opslagfaciliteiten
- Meeneemheftrucks: voertuigen uitgerust met meeneemheftrucks voor zelfstandig laden en lossen.

## Vestigingen
Het bedrijf heeft meerdere locaties in Europa, waaronder:
- Nederland: Hoofdkantoor in Kolham.
- Duitsland: Vestigingen in Bünde, Marienrachdorf en Brüggen Bracht.
- Hongarije: Vestiging in Budapest.

## Bijzonderheden
- In 2017 besloot Reining tijdelijk te stoppen met ritten naar het Verenigd Koninkrijk vanwege problemen met verstekelingen.[1]